# Toyota GT-One

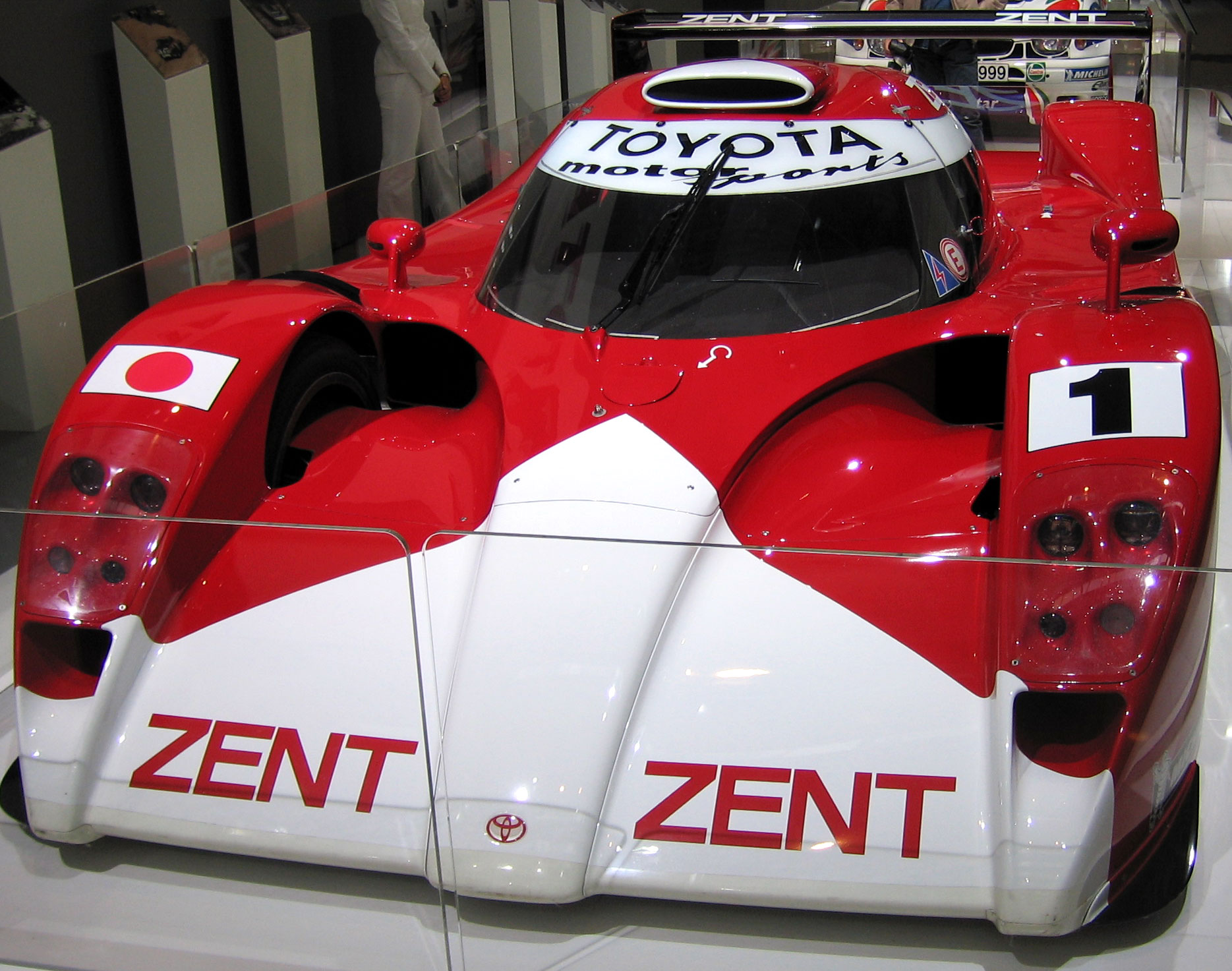
Framsidan av bilen.

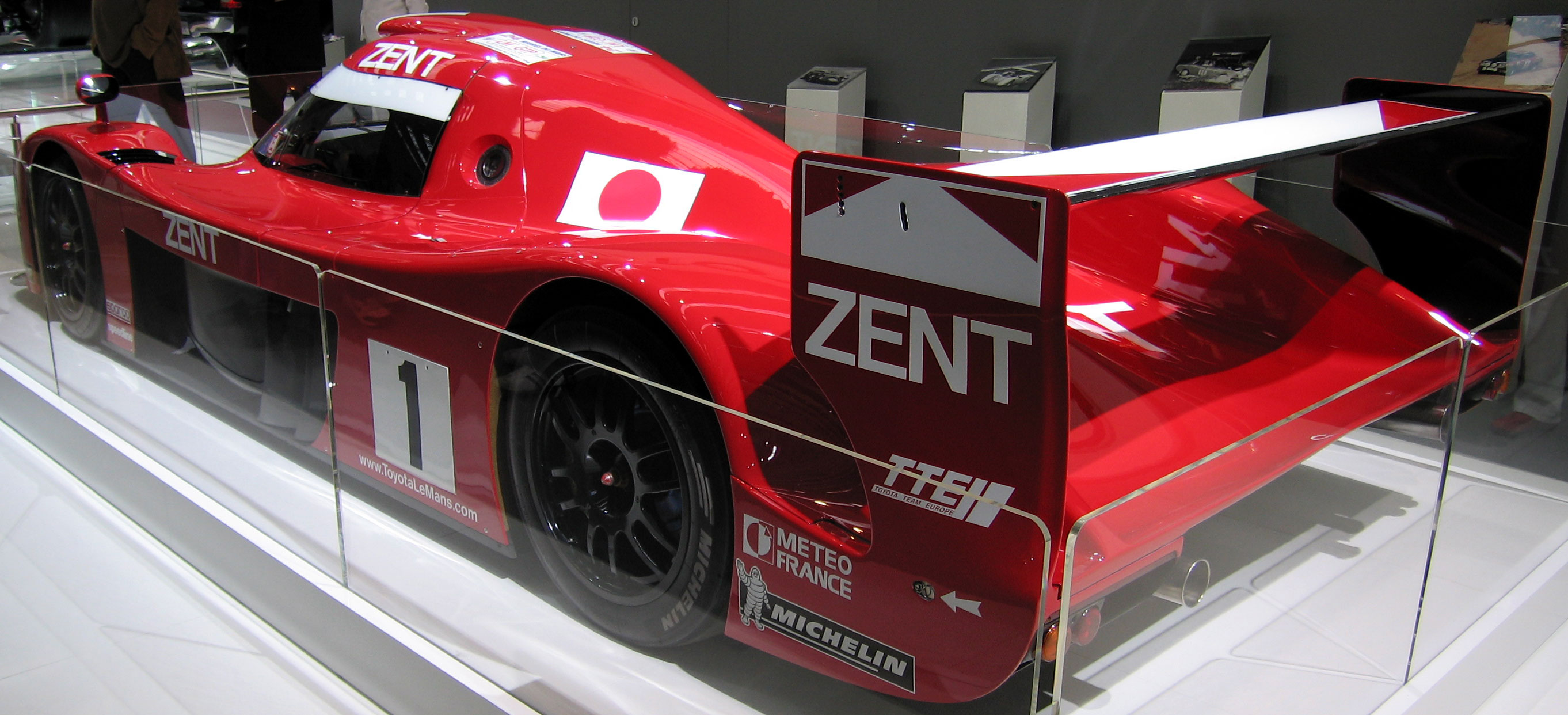
Snett bakifrån

Toyota TS020, mer känd som Toyota GT-One, är en sportvagn som tillverkades mellan åren 1997 och 1999 i Toyota Motorsports högkvarter i Köln i Tyskland. Sportvagnen skapades i största syfte på att få delta i Le Mans 24 timmar-tävlingarna 1998 och 1999 och hade inga kompromisser gällande designen och teknologin på bilen. Bilarna har en V8 Twin Turbo motor ärvda från 1980-talets Toyota Grupp C-sportvagnar.
Enligt FIA-reglerna under tiden blev de även tvungna att bygga en landsvägsbruk-version av sportvagnen som inte anses ha mycket förändringar till skillnad från banversionen; några av de få förändringarna var att man sänkte bakvingen lite grann, höjde placeringen av fjädringarna och gav bilen en mindre bränsletank. Landsvägsversionen anses kunna ge en topphastighet till 370 km/h, nå hastigheten från 0 till 100 km/h på 3,4 sekunder och ha en motor på cirka 600 hästkrafter.

## Produktionen
Produktionen startades tidigt 1997 av en grupp människor i uppdrag från Andre de Cortanze. I januari 1997 blev chassikonceptet till bilarna färdigt, på under två månader blev designen till bilens bränsletank, fram- och bakdel färdig, i maj blev bildörrarna och designen till sidorna av bilarna färdiga, hela designprojektet blev färdigy september samma år och var under tiden en av de mest avancerade inom motorsport, man använde nämligen inte ritbord utan använde sig helt av CAD-system. Oktober levererades de första bilarna och testades i en vindtunnel i Italien där man även förfinade bilens exteriör.

## Tävlingsresultat
Bilen gjorde sitt tävlingsdebut 1998 som deltagare i Le Mans 24 timmar och hamnade på nionde plats efter att bilen tvingats stanna efter ett tekniskt fel i växellådan, detta inträffade på sista timmen av tävlingen då bilen före olyckan konstant var på andra plats i ledningen. Förarna bakom ratten före olyckan var Thierry Boutsen, Emmanuel Collard och Eric Hélary, och kördes av Ukyo Katayama, Toshio Suzuki och Keiichi Tsuchiya efter att olyckan skedde.
1999 hamnade bilen på andra plats efter BMW V12 LMR. Förarna var återigen Keiichi Tsuchiya, Ukyo Katayama och Toshio Suzuki.